# Puma (мікроархітектура)
AMD Puma (також відома як Family 16h) — це малопотужна мікроархітектура від AMD для своїх APU. Він замінив Jaguar як версія другого покоління, орієнтований на той самий ринок і належить до тієї ж архітектури AMD Family 16h. Лінійка процесорів Beema орієнтована на ноутбуки з низьким енергоспоживанням, а Mullins орієнтована на сектор планшетів.

## Характеристики
Ядра Puma використовують ту ж мікроархітектуру, що і Jaguar, і успадковують дизайн:
- Позачергове виконання і спекулятивне виконання до 4 ядер
- Два цілочисельних обчислювачі
- Два 128-розрядних обчислювачі з рухомою комою (також можуть використовуватись для обчислень упакованих цілих)
- Апаратна схема цілочисельного ділення
- Puma не має кластеризованої багатопотокової системи (CMT), що означає, немає «модулів»
- Puma не має архітектуру гетерогенної системи або zero-copy[2]
- 32 КБ інструкції + 32 КБ даних кеш-пам'яті L1 на ядро
- Уніфікований кеш 2-го рівня об’ємом 1–2 МБ, що використовується двома або чотирма ядрами
- Вбудований одноканальний контролер пам'яті з підтримкою 64-бітної DDR3L
- Площа 3,1 мм2 на ядро

### Підтримка набору інструкцій
Як і Jaguar, ядро Puma підтримує наступні набори інструкцій: MMX, SSE, SSE2, SSE3, SSSE3, SSE4a, SSE4.1, SSE4.2, AVX, F16C, CLMUL, AES, BMI1, MOVBE (Move Big-Endian instruction), XSAVE/XSAVEOPT, ABM (POPCNT/LZCNT), і AMD-V.

### Покращення в порівнянні з Jaguar
- Зменшення витоку ядра ЦП на 19% при напрузі 1,2 В[3]
- Зменшення витоку GPU на 38%.
- Зменшення потужності контролера пам'яті на 500 мВт
- Зменшення потужності інтерфейсу дисплея на 200 мВт
- Вибіркове підвищення відповідно до потреб програми (інтелектуальне підвищення)
- Turbo boost з урахуванням температури шасі[4]
- Підтримка ARM TrustZone через вбудований процесор Cortex-A5
- Підтримка пам'яті DDR3L-1866[4]

## Puma+
AMD випустила версію мікроархітектури Puma, Puma+, оновивши відеодекодер з UVD 4.2 до 6.0 і відеокодер з VCE 2.0 до VCE 3.1.